# Micryletta sumatrana
Micryletta sumatrana — вид жаб родини карликових райок (Microhylidae). Описаний у 2020 році.

## Поширення
Ендемік Індонезії. Поширений на острові Суматра.

## Опис
Верхня частина тіла золотисто-коричнева з темними плямами, нижня — темно-коричнева з кремовими цятками.